# De Dood (Rucphen)
De Dood is een buurtschap  in de gemeente Rucphen in de Nederlandse provincie Noord-Brabant. Het ligt een kilometer ten zuiden van het dorp Rucphen.
Het bestaat uit 10 huizen en heeft ca. 25 inwoners.
Dorpen: Rucphen · Schijf · St. Willebrord · Sprundel · Zegge

Buurtschappen: De Berk · De Dood · De Heiberg · De Posthoorn · De Schietbaan · Het Hoekske · Het Oosteind · Langendijk · Langeschouw · Munnikenheide · Nederheide · Nispense Achterhoek · Noordhoek · Steenpaal 

Noord-Brabant: Steden en dorpen      Nederland: Provincies · Gemeenten